# Dragana Stanković
Dragana Stanković (serb. Драгана Станковић; ur. 18 stycznia 1995 w Lubowiji) – serbska koszykarka występująca na pozycji środkowej, posiadająca także bośniackie obywatelstwo, od 2023 zawodniczka KGHM BC Polkowice.
11 sierpnia 2017 została zawodniczką Artego Bydgoszcz. 14 września 2019 dołączyła do tureckiego Galatasaray. 23 sierpnia 2020 zawarła umowę z CCC Polkowice.
W sierpniu 2023 zawarła po raz kolejny w karierze kontrakt z CCC Polkowice.

## Osiągnięcia
Stan na 16 marca 2024, na podstawie, o ile nie zaznaczono inaczej.
Drużynowe
- Mistrzyni:
  - Polski (2024)[7]
  - Węgier (2015, 2023)[8]
  - Czech (2022)
- Wicemistrzyni:
  - ligi środkowoeuropejskiej (2014)[9]
  - Polski (2018[10], 2021[11])
- Brąz:
  - Eurocup (2017)
  - mistrzostw Węgier (2014)
- Zdobywczyni:
  - pucharu:
    - Węgier (2015, 2023)[8]
    - Polski (2018, 2024)[12][13]

  - superpucharu Turcji (2016)
- Finalistka pucharu:
  - Polski (2021)[14]
  - Bośni i Hercegowiny (2013)[15]
  - Węgier (2014)[9]

Indywidualne
(* – nagrody przyznane przez portal eurobasket.com)
- Najlepsza*:
  - zawodniczka krajowa ligi bośniackiej (2013)[15]
  - skrzydłowa ligi bośniackiej (2013)[15]
  - defensywna zawodniczka ligi:
    - bośniackiej (2012, 2013)[15]
    - tureckiej (2020)[16]
- MVP:
  - miesiąca PLKK (październik 2017, 2018)[17][18]
  - kolejki EBLK (3 – 2020/2021)[19]
- Zaliczona do:
  - I składu:
    - EBLK (2019)[20]
    - ligi bośniackiej (2012, 2013)*[15][21]
    - kolejki OBLK (6, 17 – 2023/2024)[22][23]

  - składu honorable mention ligi węgierskiej (2014, 2015)*[8][9]
- Liderka:
  - strzelczyń ligi bośniackiej (2013)[15]
  - w zbiórkach ligi:
    - adriatyckiej (2013)
    - bośniackiej (2012)[21]

  - w blokach:
    - Eurocup (2019)
    - EBLK (2018, 2019, 2021 sezonu regularnego)[24]
    - ligi tureckiej KBSL (2020)[16]

Reprezentacja
- Brązowa medalistka:
  - igrzysk olimpijskich (2016)
  - mistrzostw Europy:
    - 2019
    - U–18 (2012, 2013)
- Uczestniczka mistrzostw Europy U–20 (2014 – 4. miejsce, 2015 – 10. miejsce)